# ناحیه فریمونت، ایزابلا، میشیگان
ناحیه فریمونت (به انگلیسی: Fremont Township) یک منطقهٔ مسکونی در ایالات متحده آمریکا است که در شهرستان ایزابلا، میشیگان واقع شده‌است.
 ناحیه فریمونت ۹۲٫۹ کیلومتر مربع مساحت و ۱٬۳۵۸ نفر جمعیت دارد و ۲۵۶ متر بالاتر از سطح دریا واقع شده‌است.